# Francis Davies
Sir Francis John Davies (Elmley Castle, 1864 – Elmley Castle, 1948) è stato un generale britannico.

## Biografia
Davies entrl nella Worcestershire Militia nel 1881. Successivamente venne trasferito alle Grenadier Guards nel 1884 divenendo aiutante del 2° Grenadier Guards nel 1893. Nel 1897 venne inviato in Sudafrica ove divenne deputato Assistente Aiutante Generale per il Capo di Buona Speranza. Egli prestò servizio quindi nella Seconda guerra boera come deputato Assistente Aiutante Generale responsabile dell'intelligence del quartier generale dell'esercito inglese in Sudafrica. Egli venne dunque nominato Commissario di Polizia per Johannesburg nel 1900.
Tornò nel Regno Unito nel 1902 e divenne Deputato Assistente Quartiermastro Generale al War Office e poi Assistente Direttore delle Operazioni Militari nel 1904. Fu dunque delegato inglese alla COnferenza Internazionale della Telegrafia senza fili a Berlino nel 1906 e poi Assistente Quartiermastro Generale per il Western Command nel 1907.
Venne nominato General Officer Commanding della 1 (Guards) Brigade nel 1909 e quindi Direttore dello Staff del War Office nel 1913.
Egli prestò servizio nella prima guerra mondiale divenendo General Officer Commanding della 8th Division sul fronte occidentale nel 1914 (incarico col quale condusse i propri uomini nella Battaglia di Neuve Chapelle ed in quella del crinale di Aubers) e fu Segretario Militare nel 1916. DOpo la guerra venne nominato General Officer Commanding-in-Chief per lo Scottish Command nel 1919, ritirandosi dal servizio attivo nel 1923.
Visse a Elmley Castle nel Worcestershire.